# 李凤 (成汉)
李凤（？—318年），十六国时成汉大臣。
李凤初任成汉太宗李雄属下平寇将军。晏平三年（308年），李凤率军屡攻晋朝汉中郡，后攻巴西郡，杀叛将文硕。玉衡四年（314年），李凤为征北将军、梁州刺史，在外广招流民，来加强国势。后因李雄的侄子李稚嫉妒他的功劳，遂在巴西郡反叛大成国，被李雄的叔父李骧攻杀。李凤的女儿嫁给了李骧的儿子李寿，生子李势。